# Palais Caprini
Le palais Caprini (en italien Palazzo Caprini) est un palais de la Renaissance qui était situé dans le rione de Borgo, entre la Piazza Scossacavalli et la via Alessandrina (aussi appelée Borgo Nuovo) à Rome qui constitue un prototype fondateur de l'architecture civile de la Renaissance et du classicisme en général.  

## Histoire
Le palais Caprini est conçu par Bramante et construit entre 1501 et 1510, pour le protonotaire apostolique de Viterbe Adriano de Caprini. Il représente le premier exemple de ce qu'on appelle un « palais romain », c'est-à-dire un type de logement imaginé par Bramante lui-même, destiné à des personnages de moindre importance qui gravitent autour de la figure papale et ne peuvent pas se permettre de grands bâtiments mais ne renoncent pas à avoir une résidence de représentation. 
Il était situé à Rome dans le rione de Borgo, à l'angle entre la Piazza Scossacavalli et la Via Alessandrina, dessinée à l'occasion du jubilé de 1500. Il s'appelait aussi Palazzo di Raffaello (ou Casa di Raffaello) parce que l'artiste l'a achetée en 1517 et y vécut jusqu'à sa mort en 1520. 
À la fin du XVIe siècle, l'édifice, déjà vétuste et délabré, subit une rénovation totale et est intégré au Palazzo dei Convertendi ce qui modifie complètement son aspect d'origine. La totalité du complexe est démolie en 1938 pour permettre la construction de la via della Conciliazione. Le palais Caprini est considéré comme un prototype fondateur de l'architecture civile de la Renaissance et du classicisme en général. 
L'apparence de la façade principale est connue grâce à une gravure d'Antoine Lafréry et à une esquisse partielle d'angle attribuée à Andrea Palladio. 

## Caractéristiques
Le bâtiment constitue un nouveau type de bâtiment, repris dans les décennies suivantes par les élèves et continuateurs à Rome de Bramante (Palazzo Branconio dell'Aquila de Raphael et palais Vidoni Caffarelli par un élève de Raphaël) et devient un modèle pour divers architectes au XVIe siècle (palais Porto de Palladio, Palazzo Uguccioni à Florence) et dans les périodes artistiques ultérieures, son type de façade s'adaptant fort bien aux exigences particulières les plus diverses. 
Le bâtiment se caractérise par une façade sur deux niveaux (registres) et cinq travées, avec un important bossage à l'étage inférieur utilisant le bugnato et de stuc ; l'étage supérieur est ponctué de colonnes couplées surmontées d'un entablement complet (architrave et frise ornées de triglyphes et de métopes). Le rez-de-chaussée est destiné aux commerces, les boutiques ouvertes de l'Antiquité classique, encore courantes dans les villes italiennes, surmontées de mezzanines incluses dans le soubassement en pierre de taille pour l'entreposage, en gros bossage pour renforcer le contraste avec le niveau supérieur. Un étage noble est occupé par un grand appartement où, dans chaque travée s'ouvre une grande fenêtre à fronton avec, dessous, un balcon encadré de colonnes. Le dernier étage constitue un grenier de service. L'ordre dorique toscan comporte un entablement masquant un attique, une corniche surplombait le tout.   
Bramante récupère la technique de fabrication de pierre de taille en faux stuc des techniques de construction anciennes, en coulant du mortier dans un coffrage en bois, lui faisant prendre la consistance visuelle de la pierre de taille, mais probablement aussi de la pierre lisse dans les colonnes couplées. Cette technique connaîtra un succès rapide à Rome (par exemple le palais Massimo alle Colonne en 1532 de Baldassarre Peruzzi) et son utilisation se poursuivra jusqu'au XXe siècle. Cependant, dans le cas du palais Caprini, il s'est décomposé rapidement.

## Source de traduction
- (it) Cet article est partiellement ou en totalité issu de l’article de Wikipédia en italien intitulé « Palazzo Caprini » (voir la liste des auteurs).